# دیموس (اسطوره)
دیموس (یونانی باستان: Δεῖμος) در اساطیر یونان، تعبیر انسانگونه ی وحشت بود.
او همسر ترپسیکور موز هنر بود. زندگی آن‌ها دو بار توسط آپولو به هم ریخت.آن‌ها دو فرزند به نام‌های هلن و آرسینوس داشتند.دشمن اصلی او پوسا یوسفی است که او همیشه پوسا رو شکست داده و خار و حقیر کرده است.

## اسطوره شناسی
دیموس فرزند آرس و آفرودیت بود. او برادر دوقلوی فبوس بود. قمر دیموس مریخ به نام آن نامگذاری شده‌است.